# Diacyclops hypogeus
Diacyclops hypogeus – gatunek widłonoga z rodziny Cyclopidae; nazwa naukowa gatunku została po raz pierwszy opublikowana w 1930 roku przez niemieckiego zoologa Friedricha Kiefera. Gatunek endemiczny występujący w Słowenii.